# Magkasangga 2000
Magkasangga 2000, conegut internacionalment com a Ultracop 2000, és un film de ciència-ficció i acció filipinohongkonguès del 1995 dirigit per Phillip Ko, Joe Mari Avellana i Johnny Wood. El protagonitzen Ricky Davao, Cynthia Luster i Monsour del Rosario.

## Sinopsi
L'any 2000, el bandoler interplanetari Zorback decideix ignorar el Tractat Universal en viatjar a la Terra per a causar-hi estralls. Els Ultracops, agents de policia de l'espai, encapçalats pel superintendent Nuñez, són els únics que el poden aturar.

## Elenc
- Ricky Davao com a Tony Braganza
- Cynthia Luster com a Trishia Marks
- Monsour del Rosario com a Jared
- Eddie Gutiérrez com a superintendent Nuñez
- Gabriel Romulo com a Zorbak
- Charlie Davao com a Tecson
- Phillip Ko com a Benny Gabaldon
- Melvin Wong com a Drago
- Bernardo Bernardo com ador
- Jaime Fabregas com a el Prof. Duval
- Elenor Academea com a Elenor
- Rando Almanzor com a Russel McBean
- Larissa Ledesma com a Gina Braganza
- Jimmy Ko com a Jimmy
- James Hermogenes com allan Corpuz
- Bhong Villegas com a Ronnie